# Edmund Rygier
Edmund Rygier ps. „Nowicki” (ur. 15 sierpnia 1853 w Warszawie, zm. 18 października 1922 w Toruniu) – aktor i reżyser teatralny, dyrektor teatru.

## Życiorys
Ojcem Edmunda Rygiera był przemysłowiec Wilibald i Klotylda z domu Borowska. U Jana Chęcińskiego uczył się gry aktorskiej, debiutując w Pleszewie w 1871 roku u M. Stengla, a później występując u P. Ratajewicza i Andrzeja Trapszy. Zwolniono go ze służby wojskowej, a następnie w Warszawie pobierał nauki u Emiliana Derynga prowadzącego Szkołę Dramatyczną. Występował w 1880 i od jesieni 1883 roku w Teatrze Miejskim w Krakowie. Występował również na terenie zaboru rosyjskiego w prowincjonalnych zespołach. W listopadzie 1892 roku gościnnie występował z teatrem krakowskim. 
Od 1896 do maja 1908 pełnił funkcję dyrektora Teatru Polskiego w Poznaniu. Z teatrem występował gościnne, m.in. w Warszawie, Toruniu, Bydgoszczy, Ciechocinku, Krynicy, Nowym Sącza i Tarnowie. Dyrektor Teatru Ludowego w Krakowie w latach 1909–1911, w którym 28 kwietnia 1909 roku miał jubileusz swojej 30–letniej pracy artystycznej. We Lwowie w 1911 oraz 1913 roku był dyrektorem otwartego przez siebie teatru ludowego noszącego nazwę Teatr Nowy, ale niedługo dyrektorowanie nim przekazał synowi Jerzemu. Po powrocie do Krakowa kierował w nim do roku 1912 dwiema letnimi scenami. W Pradze i Brnie miał gościnnie występy w latach 1914–1915. W Lublinie w latach 1917–1918 był dyrektorem teatru. Kierownik zespołu plebiscytowego od 9 marca do 15 maja 1920 roku.
Do ostatnich lat swego życia był mieszkańcem Torunia, gdzie zmarł 18 października 1922 roku, a pochowany został na cmentarzu Rakowickim w Krakowie. Był żonaty od 1886 roku z aktorką Stanisławą Korsak (właściwie Grzybowską).
Będąc człowiekiem teatru odznaczał się umiłowaniem sceny oraz pracowitością i zdolnościami organizatorskimi. W ponad 300 rolach był aktorem, którego cechowały kreacje o niezwykłej sile dramatycznej. Zarzucano mu nadmierny patos, ponieważ był reprezentantem deklamacyjnego stylu gry. Występował w rolach tragicznych np. w repertuarze szekspirowskim czy schillerowskim. Będąc uzdolnionym dyrektorem scen popularnych wykazał się największymi zasługami w Poznaniu, Krakowie i Lwowie. W repertuarach sztuk narodowych wprowadzał np. Zemstę Aleksandra Fredry, Mazepę Juliusza Słowackiego, Krakowiaków i Górali Jana Nepomucena Kamińskiego, Kościuszkę pod Racławicami Władysława Ludwika Anczyca oraz opery: m.in. Halkę i Flisa Stanisława Moniuszki. Wybitni artyści np. w 1903 roku Helena Modrzejewska byli zapraszani w trakcie kształcenia młodych aktorów. Kiedy w Poznaniu był dyrektorem to debiutowali u niego m.in. w 1897 roku Franciszek Ryll, a w 1899 roku Zygmunt Noskowski i w 1901 A. Podgórska. Wybitni później aktorzy występowali na scenie Teatru Polskiego, a byli to m.in.: Karol Adwentowicz w latach 1897–1900, Wanda Siemaszkowa w 1899 roku, Stanisława Wysocka w latach 1900–1901 i 1908 roku, Stefan Jaracz w latach 1905–1907 oraz w latach 1906–1907 Juliusz Osterwa, Kazimierz Junosza-Stępowski i Aleksander Zelwerowicz.
Został pochowany na cmentarzu Rakowickim w Krakowie (kwatera HF).

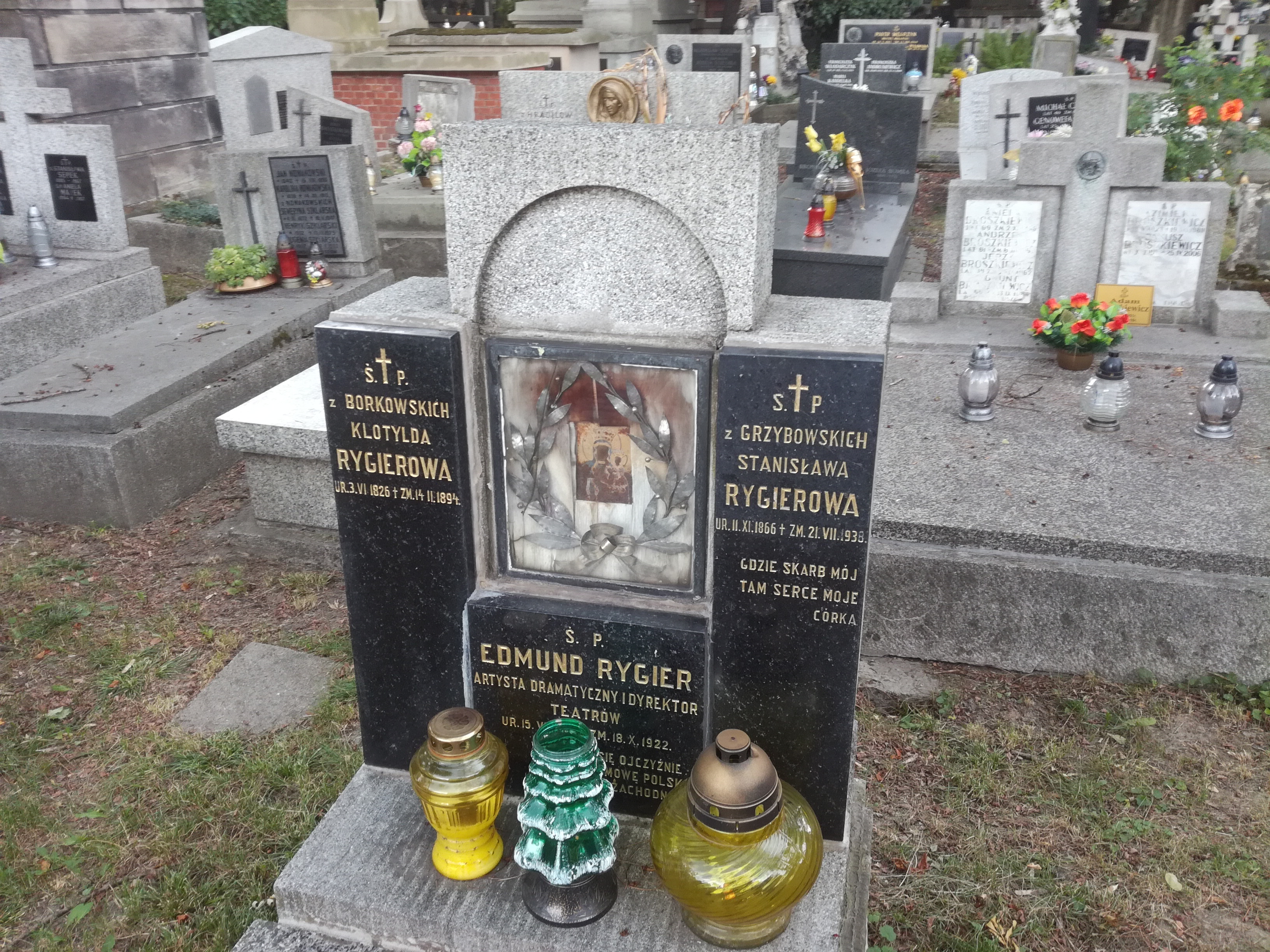
Grób Edmunda Rygiera na cmentarzu Rakowickim